# Sinagoga grande di Edirne
La sinagoga grande di Edirne (in turco Edirne Büyük Sinagogu) è la sinagoga sefardita della città di Edirne, in Turchia, la più grande nel paese e la terza più grande in Europa.

## Storia
Nel 1905 un grande incendio scoppiò nel quartiere della Cittadella ad Edirne, causando la distruzione ed il danneggiamento di numerosi edifici. La comunità ebraica sefardita locale, che all'epoca era formata da circa 20000 persone si vide costretta a costruire un nuovo tempio dal momento che le tredici sinagoghe cittadine erano andate distrutte nell'incendio. Una volta ottenuto il permesso del governatore, suffragato da uno specifico editto del sultano Abdul Hamid II, la comunità ebraica di Edirne diede il via ai lavori che partirono ufficialmente il 6 gennaio 1906. A dirigere i cantieri venne chiamato l'architetto francese France Depré il quale trasse spunto per il suo progetto dal Leopoldstädter Tempel di Vienna. Il giorno precedente all'inizio della Pasqua ebraica del 1909 la sinagoga grande di Edirne venne inaugurata. Una volta completato il tempio presentava una struttura maestosa, capace di ospitare 1200 posti a sedere.
Con la progressiva scomparsa della comunità ebraica di Edirne la sinagoga entrò in un periodo di crisi. Nel 1983 venne definitivamente chiusa e abbandonata. Nel 1995 l'edificio venne acquistato dallo stato turco. Nel 2010, su iniziativa delle autorità turche, venne avviato un importante programma, costato 2,5 milioni di dollari, volto alla ricostruzione e al restauro della sinagoga. Il 26 marzo 2015, alla presenza delle autorità turche e dei vertici religiosi ebraici la Grande sinagoga di Edirne venne riaperta al pubblico.